# Cardotiella appendiculata
Cardotiella appendiculata là một loài Rêu trong họ Orthotrichaceae. Loài này được (Renauld & Cardot) Vitt mô tả khoa học đầu tiên năm 1981.